# Christophe Berra (sciatore)
Christophe Berra (Champery, 24 giugno 1965) è un ex sciatore alpino svizzero.

## Biografia
Esordì in campo internazionale ai Mondiali juniores di Auron 1982, dove ottenne il 6º posto nella combinata come miglior piazzamento. In Coppa Europa chiuse al 2º posto la classifica di slalom speciale nella stagione 1988-1989. In Coppa del Mondo ottenne il primo piazzamento di rilievo il 29 novembre 1989 a Waterville Valley in slalom speciale (11º) e il miglior risultato (e unico piazzamento tra i primi dieci) il 7 gennaio 1990, quando si classificò 10º nello slalom speciale di Kranjska Gora. Il suo ultimo piazzamento di rilievo in carriera fu il 17º posto ottenuto nello slalom speciale di Coppa del Mondo disputato a Kitzbühel il 19 gennaio 1992; non prese parte a rassegne olimpiche o iridate.

## Palmarès

### Coppa del Mondo
- Miglior piazzamento in classifica generale: 68º nel 1990

### Coppa Europa
- Miglior piazzamento in classifica generale: 7º nel 1990